# Gustav Compter

Porträtaufnahme um 1890

Gustav Compter (* 8. April 1831 in Jena; † 22. Juli 1922 in Weimar) war ein deutscher Pädagoge,  Botaniker, Geologe und Paläontologe (genauer: Paläobotaniker).

## Leben

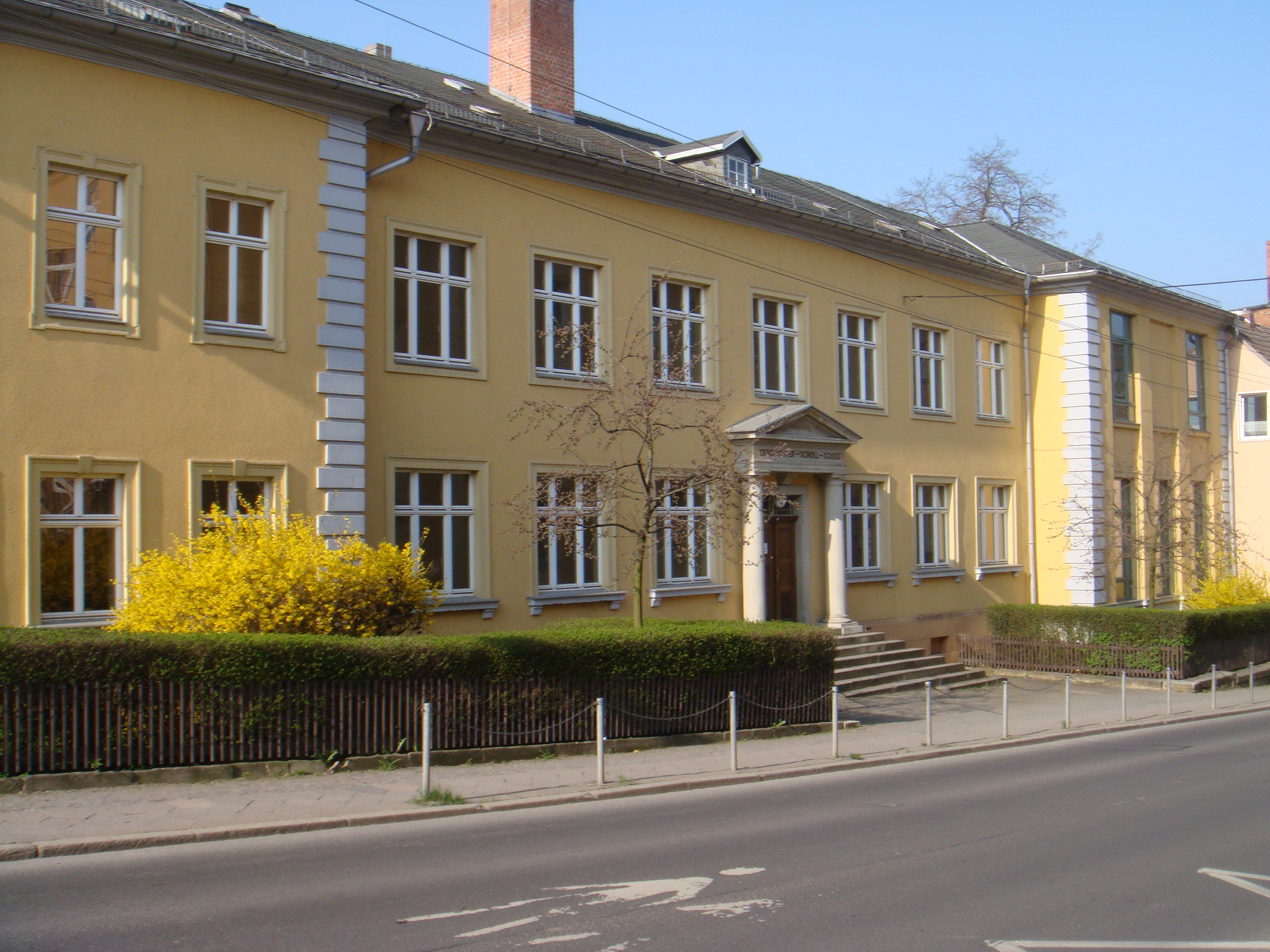
Gebäude in der Dornburger Str. 14 in Apolda, wo Compter über Jahrzehnte hinweg Schuldirektor war

Gustav Compter war der Sohn des Sekretärs der Universitätsbibliothek Jena David Compter und seiner Ehefrau Henriette, geb. Langguth. Nach Abschluss des Gymnasiums in Weimar studierte er von 1851 bis 1855 an den Universitäten Jena und Berlin Mathematik und Naturwissenschaften und promovierte 1856 in Jena zum Dr. phil. mit einer mathematischen Arbeit über zykloidische Kurven. Nach einer kurzen Lehrertätigkeit an der Bezirksschule in Therwil im Schweizer Kanton Basel-Land kam Compter 1859 als Direktor und Studienrat an die neueröffnete „Großherzoglich-Sächsische Wilhelm- und Louis-Zimmermann'sche Realschule“ in Apolda in Thüringen und leitete sie bis zu seiner Pensionierung 1909. Im Jahr 1892 wurde er zum Mitglied der Gelehrtenakademie Leopoldina gewählt, im Jahr 1898 wurde er zum Hofrat und Professor ernannt. Neben seiner erfolgreichen pädagogischen Arbeit in Apolda wurde Compter vor allen Dingen als Forscher mit seinen Veröffentlichungen über fossile Pflanzen aus dem Keuper von Thüringen bekannt.

## Schriften
- Ein Beitrag zur fossilen Keuperflora. Nov. act. Leopold. XXXVII, 3, 10 S., 2 Tafeln, Dresden 1874
- Zur fossilen Flora der Lettenkohle Ostthüringens. Zeitschrift für Naturwissenschaften, LVI, Vierte Folge, Zweiter Band, Erstes Heft,1- 29, Tafel I – II, Halle a. S. 1883
- Einige Mittheilungen über Asterias cilicia Qu.  Jenaische Zeitschrift für Naturwissenschaft, 19, Neue Folge 12, 764 – 775, Tafel XXII – XXIII, Jena 1886
- Ein Beitrag zur Paläontologie des oberen Muschelkalks. I. Dolichopterus volitans n.g. et sp.,ein Ganoide, II. Eine Colobodus-Zahnplatte, III. Acrodus pulvinatus E. Schmid sp., IV. Ein Flossenstachel, V. Zwei Kriechspuren. Zeitschrift für Naturwissenschaften, 64, 41 – 61, Taf. I/II, Leipzig 1892
- Die fossile Flora des untern Keupers von Ostthüringen. Zeitschrift für Naturwissenschaften, 67, 205 – 230, Taf. II – IV, Leipzig 1894
- Cycadeenfrüchte aus der Lettenkohle von Apolda. Zeitschrift für Naturwissenschaften, 75, 169 – 173, Taf. IV, Stuttgart 1903
- Der mittlere Keuper in der Umgegend von Apolda. Zeitschrift für Naturwissenschaften, 77, 81 – 117, Taf. III, Stuttgart 1904
- Revision der fossilen Keuperflora Ostthüringens. Jena 1911
- Ein Nachtrag zur fossilen Keuperflora Ostthüringens. Zeitschrift für Naturwissenschaften, 86, 439 – 449, Leipzig 1918
- Aus der Urzeit der Gegend von Apolda und aus der Vorgeschichte der Stadt. Max Weg Verlag, Leipzig 1922